# Фок, Александр Викторович
Алекса́ндр Ви́кторович Фок (25 августа (6 сентября) 1843 — 2 декабря 1926) — русский генерал-лейтенант (21.08.1904), участник русско-турецкой войны 1877-1878 гг. и русско-японской войны.

## Биография
Православный.
Окончил Новгородский графа Аракчеева кадетский корпус (1863) и 2-е военное Константиновское училище (1864), откуда выпущен был подпоручиком в 99-й пехотный Ивангородский полк.
В 1871—1876 годах служил в Отдельном корпусе жандармов. С началом русско-турецкой войны, 28 января 1877 года капитан Фок был определен на службу в 53-й пехотный Волынский полк. Удостоен ордена Святого Георгия 4-й степени
За то, что в ночь на 15 июня 1877 года при высадке на правый берег Дуная, состоя в чине капитана, с вверенной ему ротой 53-го пехотного Волынского полка, взял приступом турецкую мельницу на реке Текир-Дере и затем, совместно с другими частями войск, выбивая турок штыками, овладел важную для нас высотой на левом фланге.
Был произведен в майоры, а 6 мая 1884 года переименован в подполковники. В 1890 году был произведен в полковники и назначен командиром 3-го Закаспийского стрелкового батальона. 27 июля 1892 года назначен командиром 17-го стрелкового полка, 2 августа 1894 года — командиром 16-го стрелкового полка, а 11 декабря 1897 года — командиром 58-го пехотного Прагского полка. 17 июля 1900 года произведен в генерал-майоры «за отличие по службе», с назначением начальником 4-й Восточно-Сибирской стрелковой бригады. Участвовал в китайской кампании 1900—1901 годов, был ранен, пожалован золотым оружием «за храбрость».
С началом русско-японской войны — командующий 4-й Восточно-Сибирской стрелковой дивизией. 21 августа 1904 года произведен в генерал-лейтенанты «за отличие в делах против японцев», с утверждением в должности. Участвовал в обороне крепости Порт-Артур. Удостоен ордена Святого Георгия 3-й степени
В воздаяние отличного мужества и храбрости, оказанных в делах против японцев в период бомбардировок и блокады Порт-Артура.
В декабре 1904 года, после гибели генерала Р.И. Кондратенко, назначен генералом А.М. Стесселем начальником сухопутной обороны крепости. 19 августа 1906 года отчислен от должности с прикомандированием к Главному штабу. В 1908 году был одним из обвиняемых по делу о сдаче крепости Порт-Артур. 5 марта 1908 года оправдан Верховным военно-уголовным судом по недоказанности обвинений.
В тот же день состоялась получившая большую известность «генеральская дуэль» Фока с бывшим участником обороны Порт-Артура генералом К.Н. Смирновым, обвинявшим Фока в печати и в своих показаниях следственной комиссии в сдаче крепости неприятелю и трусости. Инициатором дуэли был Фок, одним из своих секундантов Смирнов пригласил В. М. Пуришкевича. Кроме того, оба участника обратились за помощью к знатоку дуэльного вопроса генералу А. А. Кирееву, который по их просьбе подготовил поединок и проинструктировал секундантов, а также сам присутствовал при нём. Дуэль была на пистолетах с 20 шагов, состоялась 5 (18) марта 1908 года в манеже лейб-гвардии Конного полка. В ходе её дуэлянты безуспешно обменялись тремя выстрелами от каждого, от четвёртого выстрела Фока Смирнов получил ранение в бедро недалеко от паха. В петербургском свете дуэль получила большой иронический резонанс из-за большого числа промахов участников.
2 апреля того же года А. В. Фок уволен от службы «по домашним обстоятельствам с пенсией.
В 1912—1913 гг. принимал участие в Балканских войнах в составе болгарской армии. После 1917 года эмигрировал в Болгарию. Скончался 2 декабря 1926 года. Похоронен в братской могиле вблизи города Свиштова. Был холост.

## Награды
- Орден Святого Станислава 3-й степени (1873)
- Орден Святой Анны 3-й степени с мечами и бантом (1877)
- Орден Святого Георгия 4-й степени (ВП 04.08.1877)
- Орден Святого Станислава 2-й степени (1885)
- Орден Святой Анны 2-й степени (1889)
- Орден Святого Владимира 4-й степени (1891)
- Орден Святого Владимира 3-й степени (1895)
- Золотое оружие с надписью «За храбрость» (ВП 18.08.1901)
- Орден Святого Станислава 1-й степени с мечами (ВП 06.08.1902)
- Орден Святого Георгия 3-й степени (ВП 24.10.1904)
- Орден Святой Анны 1-й степени с мечами (ВП 24.10.1904)
- Золотое оружие с надписью «За храбрость», украшенное бриллиантами (ВП 04.01.1905)
- Орден Святого Владимира 2-й степени с мечами (ВП 27.01.1905)

## Сочинения
- Фок А. В. Киньчжоуский бой. // Русская старина, 1910. — Т. 141. — № 3. — С. 701—712.